# 張泳
張泳（?—?），河南省河南府澠池縣人，清朝政治人物、進士出身。
光緒三年（1877年），参加丁丑科殿試，登進士二甲第51名。同年五月，改翰林院庶吉士。光绪六年四月，散館后，著以部属用